# Рослини Полтавської області, занесені до Червоної книги України
Список рослин Полтавської області, занесених до Червоної книги України.

## Статистика
До списку входить 79 видів рослин, з них:
- Судинних рослин — 65;
- Мохоподібних — 1;
- Водоростей — 1;
- Лишайників — 0;
- Грибів — 12.

Серед них за природоохоронним статусом: 
- Вразливих — 39;
- Рідкісних — 12;
- Недостатньо відомих  — 0;
- Неоцінених — 22;
- Зникаючих — 6;
- Зниклих у природі — 0;
- Зниклих — 0.

## Список видів
| № п/п | Українська назва виду                                  | Латинська назва виду                                                 | Природоохоронний статус | Група           |
| ----- | ------------------------------------------------------ | -------------------------------------------------------------------- | ----------------------- | --------------- |
| 1     | Альдрованда пухирчаста                                 | Aldrovanda vesiculosa L.                                             | Рідкісний               | Судинні рослини |
| 2     | Астрагал піщаний                                       | Astragalus arenarius L.                                              | Вразливий               | Судинні рослини |
| 3     | Астрагал шерстистоквітковий                            | Astragalus dasyanthus Pall.                                          | Вразливий               | Судинні рослини |
| 4     | Баранець звичайний                                     | Huperzia selago (L.) Bernh. ex Schrank et Mart.                      | Неоцінений              | Судинні рослини |
| 5     | Береза дніпровська                                     | Betula borysthenica Klokov                                           | Неоцінений              | Судинні рослини |
| 6     | Билинець довгорогий                                    | Gymnadenia conopsea (L.) R.Br.                                       | Вразливий               | Судинні рослини |
| 7     | Білопавутинник бульбистий                              | Gymnadenia densiflora (Wahlenb.) A.Dietr.                            | Рідкісний               | Гриби           |
| 8     | Боровик бронзовий, боровик темно-каштановий            | Boletus aereus Bull                                                  | Вразливий               | Гриби           |
| 9     | Боровик королівський, яєчник                           | Boletus regius Krombh                                                | Зникаючий               | Гриби           |
| 10    | Брандушка різнобарвна (пізньоцвіт різнобарвний)        | Bulbocodium versicolor (Ker Gawl.) Spreng.                           | Вразливий               | Судинні рослини |
| 11    | Бровник однобульбовий (герміній однобульбовий)         | Herminium monorchis (L.) R. Br.                                      | Зникаючий               | Судинні рослини |
| 12    | Булатка великоквіткова                                 | Cephalanthera damasonium (Mill.) Druce                               | Рідкісний               | Судинні рослини |
| 13    | Булатка червона                                        | Cephalanthera rubra (L.) Rich.                                       | Рідкісний               | Судинні рослини |
| 14    | Верба Старке                                           | Salix starkeana Willd.                                               | Вразливий               | Судинні рослини |
| 15    | Верба чорнична                                         | Salix myrtilloides L.                                                | Вразливий               | Судинні рослини |
| 16    | Водяний горіх плаваючий                                | Trapa natans L. s.l.                                                 | Неоцінений              | Судинні рослини |
| 17    | Гніздівка звичайна                                     | Neottia nidus-avis (L.) Rich.                                        | Неоцінений              | Судинні рослини |
| 18    | Горицвіт весняний                                      | Adonis vernalis L.                                                   | Неоцінений              | Судинні рослини |
| 19    | Горицвіт волзький                                      | Adonis wolgensis Steven ex DC.                                       | Неоцінений              | Судинні рослини |
| 20    | Гронянка півмісяцева (ключ-трава)                      | Botrychium lunaria (L.) Sw.                                          | Вразливий               | Судинні рослини |
| 21    | Жировик Льозеля                                        | Liparis loeselii (L.) Rich.                                          | Вразливий               | Судинні рослини |
| 22    | Змієголовник Рюйша                                     | Dracocephalum ruyschiana L.                                          | Неоцінений              | Судинні рослини |
| 23    | Зморшок степовий                                       | Morchella steppicola Zerova.                                         | Рідкісний               | Гриби           |
| 24    | Зозулині сльози яйцеподібні                            | Listera ovata (L.) R.Br.                                             | Неоцінений              | Судинні рослини |
| 25    | Зозулині черевички справжні                            | Cypripedium calceolus L.                                             | Вразливий               | Судинні рослини |
| 26    | Зозульки м'ясочервоні (пальчатокорінник м'ясочервоний) | Dactylorhiza incarnata (L.) Soy s.l.                                 | Вразливий               | Судинні рослини |
| 27    | Зозульки Фукса (пальчатокорінник Фукса)                | Dactylorhiza fuchsii (Druce) Soy                                     | Неоцінений              | Судинні рослини |
| 28    | Ковила відокремлена                                    | Stipa disjuncta Klokov                                               | Вразливий               | Судинні рослини |
| 29    | Ковила волосиста                                       | Stipa capillata L.                                                   | Неоцінений              | Судинні рослини |
| 30    | Ковила вузьколиста                                     | Stipa tirsa Steven                                                   | Вразливий               | Судинні рослини |
| 31    | Ковила Лессінга                                        | Stipa lessingiana Trin. et Rupr.                                     | Неоцінений              | Судинні рослини |
| 32    | Ковила найкрасивіша                                    | Stipa pulcherrima K. Koch                                            | Вразливий               | Судинні рослини |
| 33    | Ковила пірчаста                                        | Stipa pennata L.                                                     | Вразливий               | Судинні рослини |
| 34    | Коральковець тричінадрізаний                           | Corallorhiza trifida Chätel.                                         | Рідкісний               | Судинні рослини |
| 35    | Коручка болотна                                        | Epipactis palustris (L.) Crantz                                      | Вразливий               | Судинні рослини |
| 36    | Коручка темно-червона                                  | Epipactis atrorubens (Hoffm. ex Bernh.) Besser                       | Вразливий               | Судинні рослини |
| 37    | Коручка чемерникоподібна (коручка широколиста)         | Epipactis helleborine (L.) Crantz                                    | Неоцінений              | Судинні рослини |
| 38    | Косарики тонкі                                         | Gladiolus tenuis M.Bieb.                                             | Вразливий               | Судинні рослини |
| 39    | Косарики черепитчасті                                  | Gladiolus imbricatus L.                                              | Вразливий               | Судинні рослини |
| 40    | Лілія лісова                                           | Lilium martagon L.                                                   | Неоцінений              | Судинні рослини |
| 41    | Любка дволиста                                         | Platanthera bifolia (L.) Rich.                                       | Неоцінений              | Судинні рослини |
| 42    | Любка зеленоквіткова                                   | Platanthera chlorantha (Cust.) Rchb.                                 | Рідкісний               | Судинні рослини |
| 43    | Мутин собачий                                          | Mutinus caninus (Huds.) Fr.                                          | Рідкісний               | Гриби           |
| 44    | Мухомор щетинистий                                     | Amanita solitaria (Bull.) Fr.                                        | Зникаючий               | Гриби           |
| 45    | М'якух болотний (хаммарбія болотна)                    | Hammarbya paludosa (L.) O.Kuntze                                     | Зникаючий               | Судинні рослини |
| 46    | Неотінея обпалена (зозулинець обпалений)               | Neotinea ustulata (L.) R.M. Bateman, Pridgeon et M.W. Chase          | Зникаючий               | Судинні рослини |
| 47    | Осока житня                                            | Carex secalina Willd. ex Wahlenb.                                    | Вразливий               | Судинні рослини |
| 48    | Осока тонкокореневищна                                 | Carex chordorrhiza Ehrh.                                             | Вразливий               | Судинні рослини |
| 49    | Печериця Романьєзі                                     | Petalonia zosterifolia (Reinke) Kuntze                               | Зникаючий               | Гриби           |
| 50    | Пирій ковилолистий                                     | Elytrigia stipifolia (Czern. ex Nevski) Nevski                       | Неоцінений              | Судинні рослини |
| 51    | Півники борові                                         | Iris pineticola Klokov                                               | Вразливий               | Судинні рослини |
| 52    | Півники сибірські                                      | Iris sibirica L.                                                     | Вразливий               | Судинні рослини |
| 53    | Півонія тонколиста                                     | Paeonia tenuifolia L.                                                | Вразливий               | Судинні рослини |
| 54    | Підсніжник білосніжний (підсніжник звичайний)          | Galanthus nivalis L.                                                 | Неоцінений              | Судинні рослини |
| 55    | Пізоліт безкореневий                                   | Pisolithus arrhizus (Scop.: Pers.) S. Rauschert                      | Рідкісний               | Гриби           |
| 56    | Плаун річний                                           | Lycopodium annotinum L.                                              | Вразливий               | Судинні рослини |
| 57    | Плаунець заплавний (лікоподієлла заплавна)             | Lycopodiella inundata (L.) Holub                                     | Рідкісний               | Судинні рослини |
| 58    | Плодоріжка блощична (зозулинець блощичний)             | Anacamptis coriophora (L.) R.M. Bateman, Pridgeon et M.W. Chase s.l. | Вразливий               | Судинні рослини |
| 59    | Плодоріжка болотна (зозулинець болотний)               | Anacamptis palustris (Jacq.) R.M. Bateman, Pridgeon et M.W. Chase    | Вразливий               | Судинні рослини |
| 60    | Плодоріжка салепова (зозулинець салеповий)             | Anacamptis morio (L.) R.M. Bateman, Pridgeon et M.W. Chase           | Вразливий               | Судинні рослини |
| 61    | Пухирник малий                                         | Utricularia minor L.                                                 | Вразливий               | Судинні рослини |
| 62    | Ранник весняний                                        | Scrophularia vernalis L.                                             | Вразливий               | Судинні рослини |
| 63    | Рябчик малий                                           | Fritillaria meleagroides Patrinex Schult. et Schult.f.               | Вразливий               | Судинні рослини |
| 64    | Рябчик руський                                         | Fritillaria ruthenica Wikstr.                                        | Вразливий               | Судинні рослини |
| 65    | Рядовка опенькоподібна                                 | Tricholoma focale (Fr.) Ricken                                       | Вразливий               | Гриби           |
| 66    | Рястка Буше                                            | Ornithogalum boucheanum (Kunth) Asch.                                | Неоцінений              | Судинні рослини |
| 67    | Сальвінія плаваюча                                     | Salvinia natans (L.) All.                                            | Неоцінений              | Судинні рослини |
| 68    | Сон лучний (сон чорніючий, сон богемський)             | Pulsatilla pratensis (L.) Mill. s.l.                                 | Неоцінений              | Судинні рослини |
| 69    | Сон розкритий                                          | Pulsatilla patens (L.) Mill. s.l.                                    | Неоцінений              | Судинні рослини |
| 70    | Стигеоклоніум пучкуватий                               | Stigeoclonium fasciculare Kütz.                                      | Вразливий               | Водорості       |
| 71    | Строчок Слоневського                                   | Gyromitra slonevskii Heluta                                          | Рідкісний               | Гриби           |
| 72    | Тортула Ранда                                          | Tortula randii (Kenn.) R.H.Zander                                    | Рідкісний               | Мохоподібні     |
| 73    | Тюльпан дібровний                                      | Tulipa quercetorum Klokovet Zoz                                      | Вразливий               | Судинні рослини |
| 74    | Феолепіота золотиста                                   | Phaeolepiota aurea (Matt.) Maire                                     | Вразливий               | Гриби           |
| 75    | Хрящ-молочник золотисто-жовтий                         | Lactarius chrysorrheus Fr.                                           | Вразливий               | Гриби           |
| 76    | Цибуля ведмежа (черемша)                               | Allium ursinum L.                                                    | Неоцінений              | Судинні рослини |
| 77    | Цибуля савранська                                      | Allium savranicum Besser                                             | Вразливий               | Судинні рослини |
| 78    | Шафран сітчастий                                       | Crocus reticulatus Steven ex Adams                                   | Неоцінений              | Судинні рослини |
| 79    | Шейхцерія болотна                                      | Scheuchzeria palustris L.                                            | Вразливий               | Судинні рослини |